# Romanticisme teatral

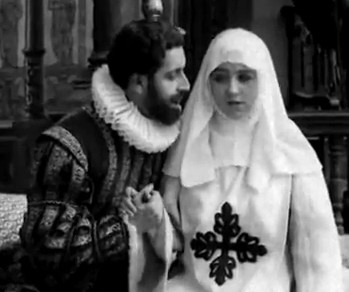
Don Juan Tenorio és un col·leccionista d'amants que s'enamora d'una monja. Ella mor de pena quan creu que ell l'ha abandonada i ell és a punt de ser emportat a l'infern, però l'esperit d'ella apareix al cementiri i el salva, i acaben tots dos junts al cel

El teatre romàntic és el conjunt de produccions teatrals que es van realitzar durant el període conegut com a romanticisme.

## Història

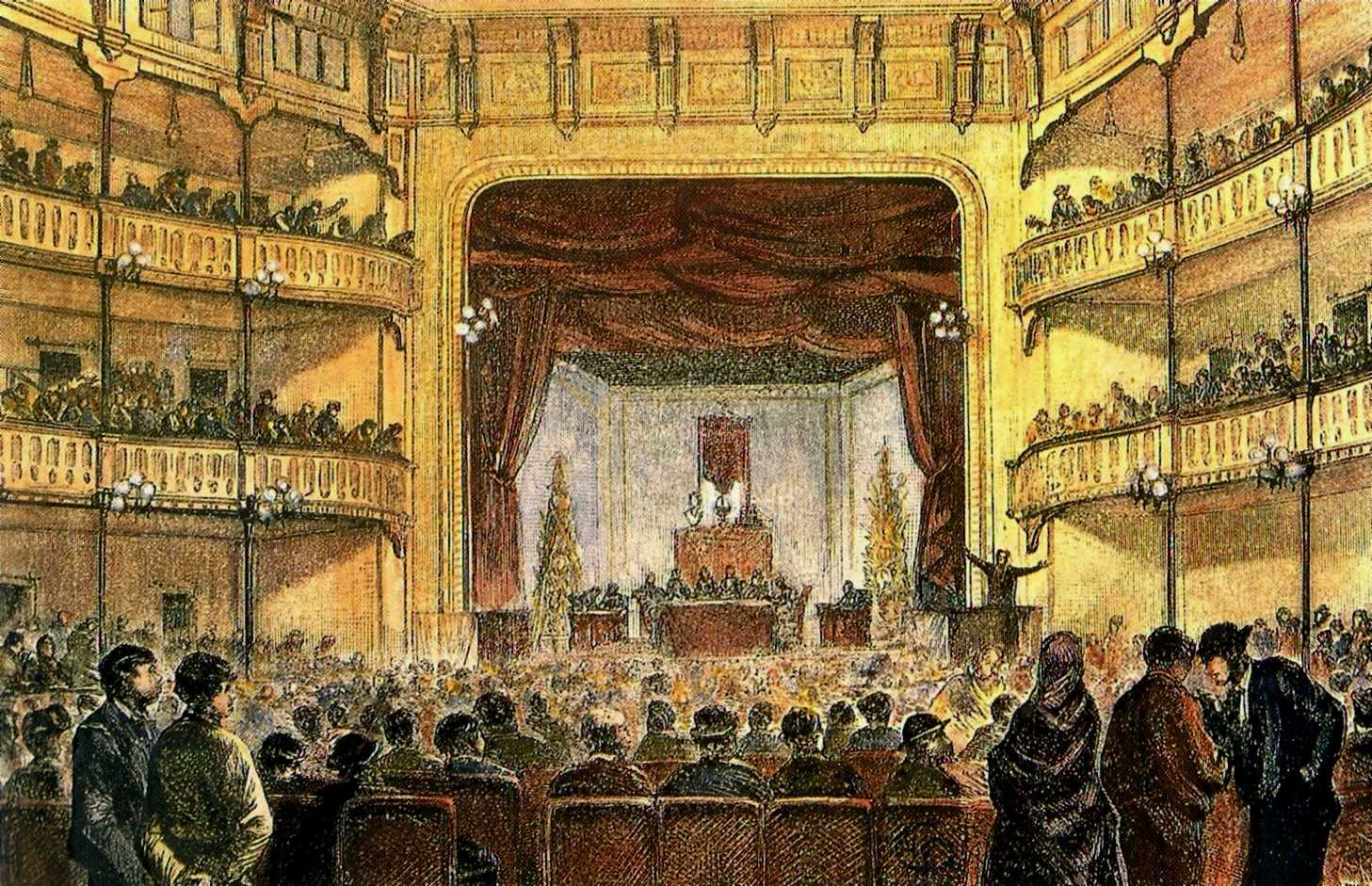
Un teatre a la italiana

Durant tot el segle xix es desenvolupa a Europa el romanticisme, un moviment que comporta una profunda renovació de les arts i de la manera de veure el món. A nivell teatral, es revaloritza la figura de William Shakespeare i es proclama una major llibertat creativa. En aquest context es crea un nou gènere, el drama romàntic. Aquest pretén ser un mirall en el que es pugui reflectir tota la societat.
El teatre romàntic espanyol coincideix en les seves directrius generals amb el que s'està produint en aquest moment a Alemanya i França. Així, es caracteritza per una voluntat de transgressió, materialitzada en la barreja de gèneres, i per la combinació de vers i prosa. Es presenten accions dinàmiques que transcorren en diferents temps i espais i que requereixen llargues acotacions explicatives; les peces, a més, acostumen a tenir cinc actes en lloc de tres. Un dels temes més freqüents és l'amor, impossible i perfecte, i que s'acostuma a presentar amb un rerefons històric o de llegenda. També són comuns les referències a un poder abusiu i l'aparició d'herois d'origen misteriós, propers al mite, de destí incert a causa d'injustícies polítiques.
Moltes de les fórmules dramatúrgiques que s'utilitzen en aquest període segueixen la tradició clàssica, tot i que es presenten amb una forma renovada. Són obres que plantegen grans possibilitats escenogràfiques, que demanen nous efectes escènics i noves maquinàries. És doncs aquest un moment de transició en què dels corrals de comèdies es passa a una consolidació dels teatres a la italiana.

## Escenografia

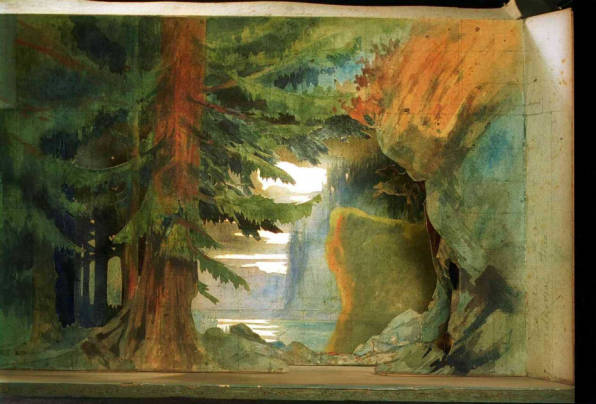
Escenografia per a Capvespre dels Déus, de Richard Wagner, al Liceu en 1901

Durant el romanticisme, l'escenografia viu una etapa de plenitud. El nom més destacat d'aquest període és Francesc Soler i Rovirosa, el primer a experimentar amb la llum elèctrica el 1874. A Alemanya, coneix de primera mà l'escenografia que es fa de les obres de Richard Wagner al teatre de Bayreuth i és un dels artistes que més intenta adaptar-la al teatre català.
Els deixebles més reconeguts de Francesc Soler i Rovirosa són Fèlix Urgellès, Maurici Vilomara, Joan Morales i Salvador Alarma. L'escenografia generarà una escola que arriba fins a mitjan segle xx de la mà de Josep Mestres Cabanes.
Els tallers on es construeix l'escenografia, l'època d'esplendor dels quals va del 1850 al 1950, s'ubiquen originàriament al mateix teatre, dalt de l'escenari. Més tard, per tal de poder atendre les peticions d'altres teatres, els escenògrafs s'instal·len en antics teatres o grans locals. La seva estructura condiciona la productivitat i és necessari que disposin de molta alçada per desplegar els telons, lloc per guardar els estris, una bona il·luminació i sobre tot un pont o passadís per poder veure tot el decorat des de dalt.

## Nous locals

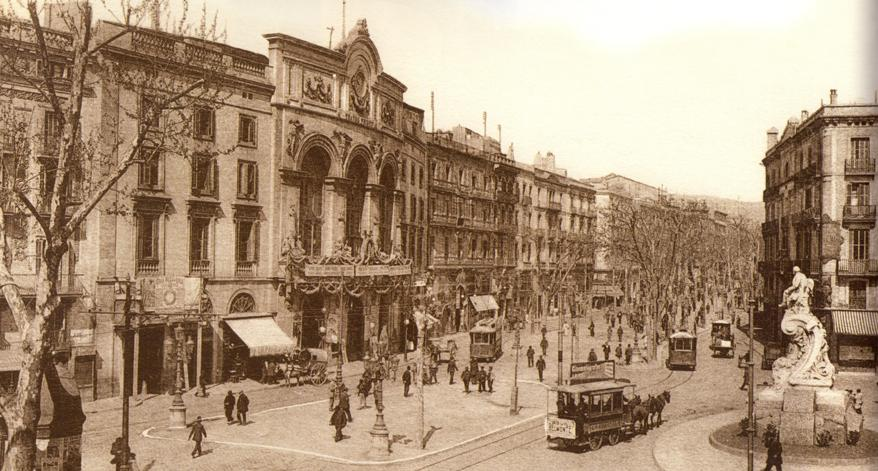
El Teatre Principal, a les Rambles de Barcelona, cap als anys vuitanta del segle XIX

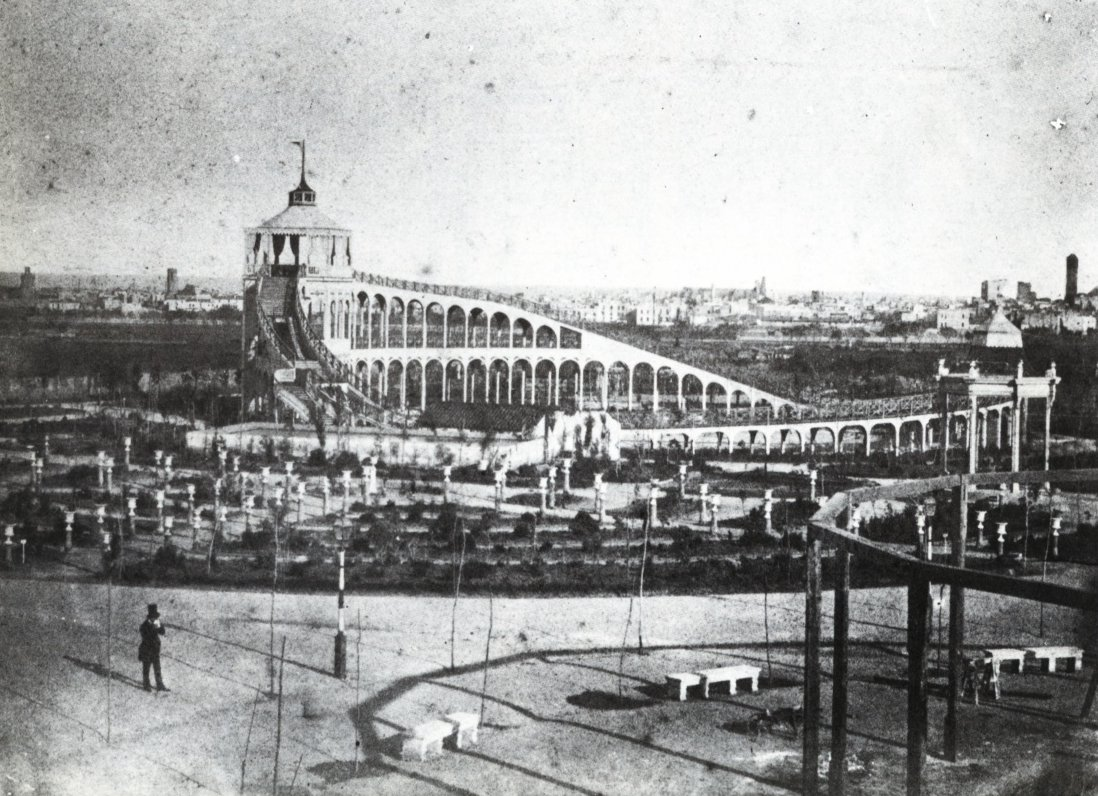
El parc d'atraccions Camps Elisis va ser instal·lat al passeig de Gràcia en 1853 i va desaparéixer abans de 1877

Durant tot el segle xix, a mesura que creix la ciutat de Barcelona, els teatres es van repartint per tot el territori urbà. Si bé a la primera meitat del segle tots els espais escènics es troben dins les muralles —a la Rambla i als carrers propers—, més tard, amb el seu enderrocament, s'estendran pel passeig de Gràcia i el Paral·lel. Així, en aquest període, els teatres de Barcelona s'agrupen en tres eixos principals:
- L'eix de la Rambla: L'eix de la Rambla està format pel Teatre Principal, el Gran Teatre del Liceu, el Teatre Odeon, l'Olimp i el Teatre Circo Barcelonès, i els posteriors Teatre Romea, Teatre Nuevo i Teatre El Dorado. El Teatre Principal, (també anomenat de la Santa Creu) és el més antic i l'únic que funcionava a principis de segle, amb un companyia estable d'òpera italiana i una altra de comèdies. Aquest teatre és competència directa del Gran Teatre del Liceu, fet que provoca múltiples enfrontaments que arriben a la violència.
- L'eix del passeig de Gràcia: A la primera meitat del segle xix, el passeig de Gràcia és encara un lloc ple d'horts, on els barcelonins van a fer excursions de cap de setmana. Així doncs, algunes de les primeres construccions que s'hi erigeixen són fonts i atraccions com Els Camps Elisis o Els Jardins del Tívoli, on es construirà més tard el Teatre Tívoli del carrer Casp. Aquest teatre, juntament amb el Teatre Novedades i el Teatre Gran Via, formaran l'eix del passeig de Gràcia.
- L'eix del Paral·lel:L'eix del Paral·lel, unit al casc vell de la ciutat pel carrer Nou de la Rambla i la ronda de Sant Antoni, agrupa teatres com el Teatre Espanyol, Teatre Apol·lo, Teatre Arnau, el Teatre Condal o el Teatre Victòria, alguns d'ells ‘cafès-cantants'.

Al llarg de tota la segona meitat del segle s'obren a Barcelona i també a altres ciutats catalanes molts espais teatrals nous. Durant aquest període d'eclosió dels teatres, arreu de Catalunya es funden, entre d'altres, el Teatre Principal d'Olesa (1847), el Teatre El Círculo de Palma (1851), el Teatre Principal de Sabadell (1866), el Teatre Siempreviva d'Esparreguera (1870), el Teatre El Retiro de Sitges (construït el 1870 i reformat el 1914), l'Ateneu Igualadí de la Classe Obrera (1879), el Teatre Principal de Tortosa (1879, el Teatre Fortuny de Reus (1882) i el Teatre Principal d'Olot (1887).